# Starwings Basket Regio Basel
Starwings Basket Regio Basel est un club suisse de basket-ball, basé dans la ville de Birsfelden près de Bâle. C'est actuellement la seule équipe de basket professionnelle suisse-allemande.
Les Starwings renouent avec la victoire en 2010, en remportant la Coupe de Suisse. Cela faisait depuis 1969 qu'ils n'avaient plus gagné aucun titre. À cette époque, le club évoluait sous le nom de CVJM Birsfelden.

## Historique
En 2002, les clubs du BC Arlesheim et du CVJM Birsfelden décident de fusionner, créant ainsi les Birstal Starwings. Après avoir évolué pendant 3 saison en LNB, l'équipe est promue en LNA à la fin de la saison 2004-2005. Le club est renommé Starwings Basket Regio Basel en 2008.

## Palmarès
- Vainqueur de la Coupe de Suisse : 1969, 2010

## Entraîneurs successifs
- Saison 2002-2003 : Brasa Belic
- Saison 2003-2004 : Zelimir Kovacevic
- De 2004 à 2009 : Pascal Donati
- Saison 2009-2010 : Patrick Koller